# Campeonato do Mundo B de Hóquei em Patins de 2002
O Campeonato do Mundo B de Hóquei Patins de 2002 Foi a 10ª edição do Campeonato do Mundo B de Hóquei em Patins, que se realiza a cada dois anos. É uma competição organizada pela FIRS (Federação Internacional de Desportos sobre patins) que apura os 3 primeiros classificados para o Campeonato do Mundo de Hóquei em Patins de 2003.
A competição decorreu em Montevideo, Uruguai entre os dias 6 de Dezembro e 12 de Dezembro.

## Inscritos
Estão representados os cinco continentes na 10ª edição do Campeonato do Mundo B de Hóquei em Patins.
| Continente | Pais          | Continente | Pais          | Continente | Pais          |
| ---------- | ------------- | ---------- | ------------- | ---------- | ------------- |
| Europa     | Andorra       | Americano  | Colômbia      | Asia       | Coreia do Sul |
| Europa     | Inglaterra    | Americano  | Uruguai       | Asia       | Macau         |
| Europa     | Áustria       | Oceania    | Austrália     |            |               |
| Africa     | África do Sul | Oceania    | Nova Zelândia |            |               |

## Fase de Grupos

### Grupo A
| Time       | J | V | E | D | GP | GC | SG | Pts |
| ---------- | - | - | - | - | -- | -- | -- | --- |
| Inglaterra | 2 | 2 | 0 | 0 | 8  | 0  | +8 | 6   |
| Áustria    | 2 | 0 | 1 | 1 | 3  | 5  | −2 | 1   |
| Macau      | 2 | 0 | 1 | 1 | 3  | 8  | −5 | 1   |

|            | ING | AUT | MAC |
| ---------- | --- | --- | --- |
| Inglaterra | –   | 2–0 | 6–0 |
| Áustria    |     | –   | 3–3 |
| Macau      |     |     | –   |

### Grupo B
| Time          | J | V | E | D | GP | GC | SG  | Pts |
| ------------- | - | - | - | - | -- | -- | --- | --- |
| Uruguai       | 2 | 2 | 0 | 0 | 14 | 4  | +10 | 6   |
| Nova Zelândia | 2 | 1 | 0 | 1 | 7  | 10 | −3  | 3   |
| Austrália     | 2 | 0 | 0 | 2 | 6  | 13 | −7  | 0   |

|               | URU | NZL | AUS |
| ------------- | --- | --- | --- |
| Uruguai       | –   | 6–2 | 8–2 |
| Nova Zelândia |     | –   | 5–4 |
| Austrália     |     |     | –   |

### Grupo C
| Time          | J | V | E | D | GP | GC | SG  | Pts |
| ------------- | - | - | - | - | -- | -- | --- | --- |
| Colômbia      | 3 | 3 | 0 | 0 | 14 | 4  | +10 | 9   |
| Andorra       | 3 | 2 | 0 | 1 | 7  | 10 | −3  | 6   |
| África do Sul | 3 | 1 | 0 | 2 | 7  | 10 | −3  | 3   |
| Coreia do Sul | 3 | 0 | 0 | 3 | 6  | 13 | −7  | 0   |

|               | COL | AND | AFS | COR  |
| ------------- | --- | --- | --- | ---- |
| Colômbia      | –   | 3–0 | 3–0 | 14–0 |
| Andorra       |     | –   | 4–1 | 22–2 |
| África do Sul |     |     | –   | 12–0 |
| Coreia do Sul |     |     |     | –    |

## Apuramento Campeão
|  | Quartas de final | Quartas de final |          |         | Semifinais     | Semifinais     |  |  | Final | Final |
|  |                  |                  |          |         |                |                |  |  |       |       |
|  |                  |                  |          |         |                |                |  |  |       |       |
|  |                  |                  |          |         |                |                |  |  |       |       |
|  | Colômbia         | 11               |          |         |                |                |  |  |       |       |
|  | Colômbia         | 11               |          |         |                |                |  |  |       |       |
|  | Nova Zelândia    | 0                |          |         |                |                |  |  |       |       |
|  | Nova Zelândia    | 0                | Colômbia | 2(4)    |                |                |  |  |       |       |
|  |                  |                  | Colômbia | 2(4)    |                |                |  |  |       |       |
|  |                  | Inglaterra       | 2(2)     |         |                |                |  |  |       |       |
|  | Inglaterra       | Inglaterra       | 2(2)     | 11      |                |                |  |  |       |       |
|  | Inglaterra       |                  |          | 11      |                |                |  |  |       |       |
|  | Macau            | 0                |          |         |                |                |  |  |       |       |
|  | Macau            | 0                | Colômbia | 4       |                |                |  |  |       |       |
|  |                  |                  | Colômbia | 4       |                |                |  |  |       |       |
|  |                  | Andorra          | 5        |         |                |                |  |  |       |       |
|  | Andorra          | Andorra          | 5        | 2       |                |                |  |  |       |       |
|  | Andorra          |                  |          | 2       |                |                |  |  |       |       |
|  | Áustria          | 1                |          |         |                |                |  |  |       |       |
|  | Áustria          | 1                | Andorra  | 2(4)    | Terceiro lugar | Terceiro lugar |  |  |       |       |
|  |                  |                  | Andorra  | 2(4)    | Terceiro lugar | Terceiro lugar |  |  |       |       |
|  |                  | Uruguai          | 2(2)     |         |                |                |  |  |       |       |
|  | Uruguai          | Uruguai          | 2(2)     | 3       | Inglaterra     | 3              |  |  |       |       |
|  | Uruguai          |                  |          | 3       | Inglaterra     | 3              |  |  |       |       |
|  | África do Sul    | 2                |          | Uruguai | 1              |                |  |  |       |       |
|  | África do Sul    | 2                |          |         | 1              |                |  |  |       |       |
|  |                  |                  |          |         |                |                |  |  |       |       |
|  |                  |                  |          |         |                |                |  |  |       |       |

| CAMPEÃO DO MUNDO DE HÓQUEI EM PATINS B 2002 |
| ------------------------------------------- |
| ANDORRA SEGUNDO TITULO                      |

### 5º/8º
|  | Semifinais    | Semifinais |   |               | 5º/6º         | 5º/6º |  |
|  |               |            |   |               |               |       |  |
|  |               |            |   |               |               |       |  |
|  | Nova Zelândia | 4          |   |               |               |       |  |
|  | Macau         | 10         |   |               |               |       |  |
|  |               |            |   |               |               |       |  |
|  |               |            |   |               |               |       |  |
|  |               |            |   |               | Macau         | 1     |  |
|  |               | Áustria    | 4 |               |               |       |  |
|  |               |            |   |               |               |       |  |
|  |               |            |   |               |               |       |  |
|  |               |            |   |               | 7º/8º         |       |  |
|  |               |            |   |               |               |       |  |
|  | Áustria       | 10         |   | Nova Zelândia | 6             |       |  |
|  | África do Sul | 0          |   |               | África do Sul | 4     |  |

### 9º/10º
|  | Austrália | 5 - 3 | Coreia do Sul |  |
|  |           |       |               |  |

|  | Austrália | 10 - 3 | Coreia do Sul |  |
|  |           |        |               |  |

## Classificação final
| Pos. | País          |                                                                 |
| ---- | ------------- | --------------------------------------------------------------- |
| 1    | Andorra       | Apurados para o Campeonato do Mundo de Hóquei em Patins de 2003 |
| 2    | Colômbia      | Apurados para o Campeonato do Mundo de Hóquei em Patins de 2003 |
| 3    | Inglaterra    | Apurados para o Campeonato do Mundo de Hóquei em Patins de 2003 |
| 4    | Uruguai       |                                                                 |
| 5    | Áustria       |                                                                 |
| 6    | Macau         |                                                                 |
| 7    | Nova Zelândia |                                                                 |
| 8    | África do Sul |                                                                 |
| 9    | Austrália     |                                                                 |
| 10   | Coreia do Sul |                                                                 |